# Ikawa (Akita)
Ikawa (井川町 Ikawa-machi?) es un pueblo localizado en la prefectura de Akita, Japón. En octubre de 2018 tenía una población de 4.700 habitantes y una densidad de población de 98 personas por km². Su área total es de 47,95 km².

## Geografía

### Municipios circundantes
- Prefectura de Akita
  - Akita
  - Hachirōgata
  - Ōgata
  - Gojōme
  - Katagami

## Demografía
Según datos del censo japonés, la población de Ikawa ha disminuido en los últimos años.
| Año del censo | Población |
| ------------- | --------- |
| 1995          | 6.208     |
| 2000          | 6.116     |
| 2005          | 5.847     |
| 2010          | 5.493     |
| 2015          | 4.986     |